# تپه چگا تانج
تپه چگا تانج مربوط به دوره تاریخی است و در شهرستان ایلام، بخش مرکزی، دهستان میش خاص، روستای چنگیه واقع شده است. این اثر در تاریخ ۳۰ دی ۱۳۸۵ با شمارهٔ ثبت ۱۶۹۵۴ به عنوان یکی از آثار ملی ایران به ثبت رسیده است.